# شرط می‌بندم می‌خوای
«شرط می‌بندم می‌خوای» (به انگلیسی: Bet You Wanna) ترانه‌ای از گروه دخترانه اهل کره جنوبی بلک‌پینک با همراهی خواننده رپ آمریکایی کاردی بی است. این ترانه در ۲ اکتبر ۲۰۲۰ ازطریق وای‌جی انترتینمنت و اینترسکوپ رکوردز برای یک قطعه از نخستین آلبوم کره‌ای زبان گروه، آلبوم (۲۰۲۰) منتشر شد.